# Wildeshausen
Wildeshausen är en stad i nordvästra Tyskland med cirka 21 000 invånare, belägen vid floden Hunte. Den är en av centralorterna i distriktet Oldenburg i delstaten Niedersachsen. Trakten kring staden är särdeles rik på fornlämningar.

## Historia
Wildeshausen med omkringliggande gårdar avträddes i Westfaliska freden (1648) till Sverige, vars regering lämnade det i förläning åt greve Gustaf Gustafsson af Vasaborg, och lämnades i Andra freden i Nijmegen (1679) såsom pant till furstbiskopen av Münster för 100 000 riksdaler. Från 1700 förpantades området i stället till Hannover. Staden Wildeshausen var huvudstad i amtet Wildeshausen i Storhertigdömet Oldenburg 1815 - 1918, och även senare i Fristaten Oldenburg 1918–1933.[källa behövs]